# Leven na de dood (begrip)
Het leven na de dood is een religieus, spiritueel en metafysisch begrip, waarbij er sprake van is dat het aan het lichaam gebonden bewustzijn van een mens niet eindigt bij het sterven, maar in een of andere vorm na het sterven voortgezet wordt. In veel religies is er sprake van dat de dood van de fysieke mens niet het einde is en dat de ziel voortleeft, op een andere plaats (het hiernamaals) of door middel van reïncarnatie. Vaak speelt hierbij een element van beloning en vergelding een rol: de manier waarop iemands leven na de dood zijn voortzetting vindt, wordt geheel of gedeeltelijk bepaald door de daden van een mens tijdens zijn leven.

## Typologie
Het geloof in een leven na de dood kan zeer diverse vormen aannemen. Een eerste onderscheid dat kan worden gemaakt is aan de hand van het al dan niet persoonlijk overleven. De meeste religies stellen dat het individu na de dood als individu voortbestaat met op zijn minst sommige kenmerken van de levende persoon. Binnen deze categorie kan een verdere opdeling worden gemaakt tussen geloof in een lichamelijke overleving (bv. wederopstanding op de dag des oordeels) en geloof in een onstoffelijke overleving van de ziel of van de geest (bv. verhuizing van de ziel naar een hiernamaals). Een mengvorm is reïncarnatie, waarbij een onstoffelijke ziel na de dood voorleeft in een ander stoffelijk lichaam. De kleine groep religies die een leven na de dood zonder persoonlijk overleven vooropstelt, gelooft dat het individu na de dood niet in herkenbare vorm voortbestaat, maar dat het bewustzijn daarmee niet ophoudt (bv. het oplossen van de grenzen van het zelf en het opgaan in een collectief bewustzijn).

## Jodendom
Het concept van een leven na de dood is binnen het jodendom niet dominant. Er is soms sprake van een wereld die komen zal (Olam Haba), maar het concept van leven na de dood is in het jodendom niet zo officieel en systematisch uitgewerkt als in het christendom en in de islam.
Volgens vele rabbijnen is er een onafscheidbare eenheid van lichaam en ziel: als het lichaam sterft dan gaat de geest terug naar God en is de bewuste persoon er niet meer. Deze geest in de joodse visie eerder een soort levengevende kracht is, uitgaande van God, die het lichaam levend maakt dan een bewuste geest. Alleen bij de verrijzenis in de eindtijd als geest en lichaam door God herenigd worden is men weer een compleet en bewust persoon.

## Christendom
Leven na de dood is binnen het christelijk geloof een belangrijke doctrine. Tijdens de dag des oordeels zullen mensen een opstanding krijgen. Vervolgens worden zij beloond of bestraft voor hun daden. Degenen die in het Boek des Levens staan, krijgen een eeuwig leven in het hemelse koninkrijk van God en zullen God aanschouwen. Voor kwaaddoeners wacht de hel:
Maar voor hen die laf en trouweloos zijn geweest, die zich hebben ingelaten met gruwelijke dingen, met moord, ontucht, toverij en afgodendienst, voor allen die de leugen hebben gediend: hun deel is de vuurpoel met brandende zwavel, dat is de tweede dood.
Het katholicisme kent ook nog een louteringsfase in het vagevuur.
Over de toestand direct na de dood zijn verschillende opvattingen. Sommige stromingen nemen aan dat men na de dood niet bewust meer is totdat de doden allemaal opgewekt worden door God bij het laatste oordeel zoals ook in het jodendom geleerd wordt. Dit leren bijvoorbeeld verscheidene protestants evangelische kerken en de Jehova's getuigen. Zij geloven dat lichaam en ziel gelijk zijn en beschouwen het onderscheid ertussen als een platonische leer die in de eerste eeuwen het christendom is binnengeslopen.
Andere menen dat men wel een bepaalde 'tussenstaat' ervaart totdat de ziel/geest definitief weer herenigd wordt met het opgestane lichaam. Zij beroepen zich op de gelijkenis van de rijke man en Lazarus, waarin Lararus na zijn dood in de "schoot van Abraham" rust, terwijl de rijke in de hel zit. Maar volgens anderen is dit een allegorie die Jezus vertelde om te illustreren dat het gedrag tijdens het leven gevolgen heeft voor iemands uiteindelijke bestemming na de dood.

## Niet-religieuze visies
Er is ook een type van visie op het leven na de dood die gebaseerd is op waarnemingen, bijvoorbeeld van bijna-doodervaringen, uittredingen, bandstemmen en mediums. Ook wetenschappelijk onderzoek naar het leven na de dood, bijvoorbeeld het werk van Pim van Lommel en andere wetenschappers is van dit type. Punt van discussie is dan altijd of het om echte waarnemingen gaat of om voorstellingen die door het brein zelf worden geproduceerd.
Er zijn gevallen bekend van mensen die een bijna-doodervaring hebben meegemaakt waarbij ze in een veranderde bewustzijnsstaat het idee hadden dat ze het hiernamaals bijna of even binnentraden. Dergelijke ervaringen worden in de parapsychologie aangehaald als steun voor de hypothese van een leven na de dood. Deze ervaringen blijken bijvoorbeeld inhoudelijk niet willekeurig te zijn. Vaak zijn er terugkerende elementen in de verhalen van mensen met dergelijke ervaring, zoals rust en afwezigheid van pijn, het buiten het lichaam treden, de donkere tunnel die naar intens licht leidt, de bijeenkomst van "wezens van het licht" (soms met inbegrip van vrienden en familieleden die eerder zijn gestorven) en het herbeleven van alle gebeurtenissen van het eigen leven, waarna deze onderworpen worden aan een evaluatie. De persoon kan in eerste instantie teleurgesteld of terughoudend zijn om terug te keren naar het lichaam, en velen getuigen dat de ervaring hun leven ingrijpend veranderde, wat leidde tot een verminderde of afwezige angst voor de dood.
Sceptici trekken deze verhalen in twijfel en beweren dat deze personen in een droomtoestand verkeerden, waarbij ze dingen zagen die ze vanuit hun eigen culturele achtergrond kennen.

#### Bewustzijn na de dood
Bewustzijn na de dood is een gemeenschappelijk thema in de samenleving en de cultuur in het kader van een leven na de dood. Wetenschappelijk onderzoek heeft aangetoond dat de geest of het bewustzijn nauw samenhangt met de fysiologische werking van de hersenen, die bij een defect resulteert in hersendood, hoewel er wel veel mensen zijn; die in een vorm van leven na de dood geloven, wat vooral een kenmerk is binnen veel religies.

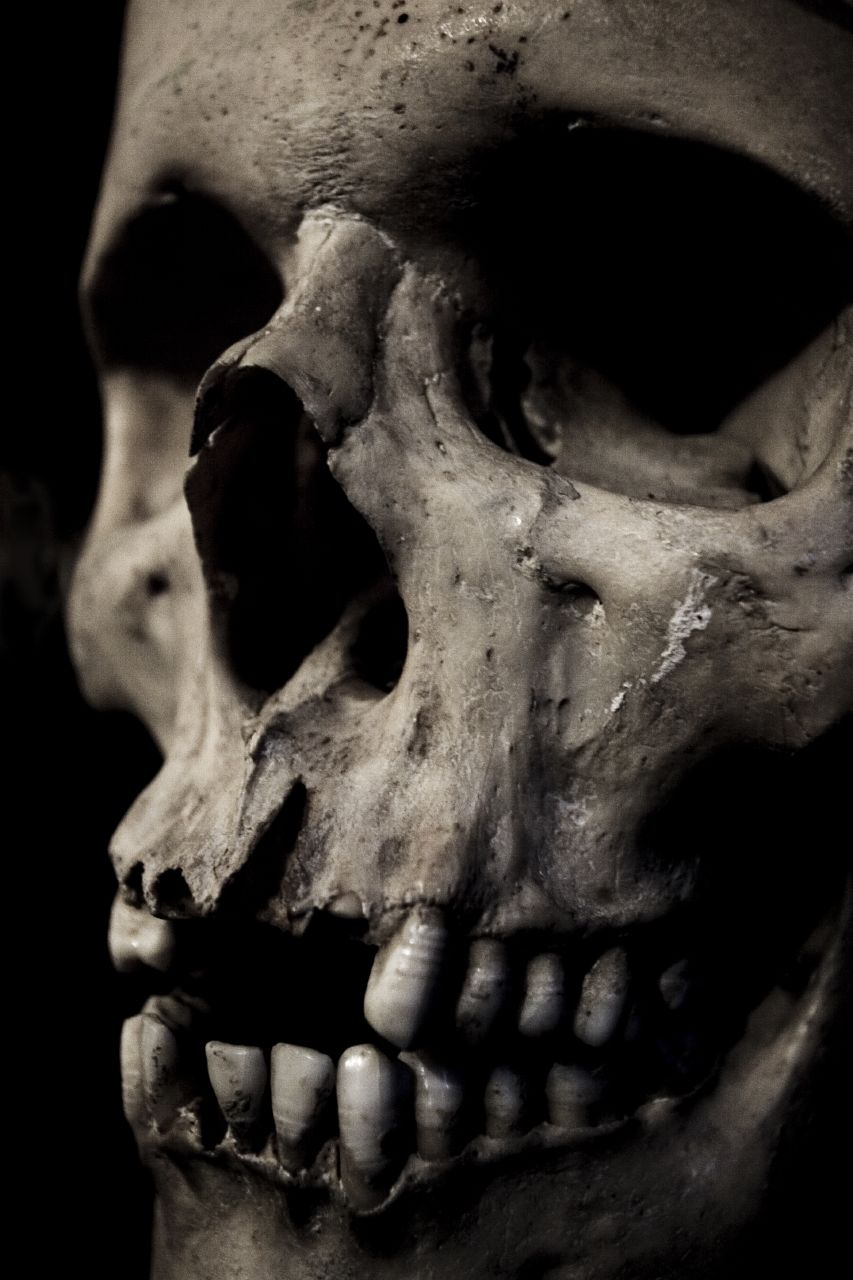
De menselijke schedel wordt vaak als symbool voor de dood gebruikt.

De neurowetenschap is een groot interdisciplinair vakgebied, gebaseerd op de veronderstelling dat al het gedrag en de cognitieve processen, die de geest vormen, hun oorsprong vinden in de structuur en de functie van het zenuwstelsel, met name in de hersenen. Volgens deze visie kan het bewustzijn of de geest beschouwd worden als een reeks van operaties, die uitgevoerd worden door de hersenen. Er zijn meerdere bewijsvormen die deze visie ondersteunen:

Bijvoorbeeld met behulp functionele neurografie kunnen hersenfuncties gemeten worden die correleren met bepaalde mentale toestanden of processen. Ook de correlatie tussen mentale (cognitieve) ontwikkeling en hersenenontwikkeling vertoond sterke overeenkomsten. Daarbij ontbreekt de causale rol (correlatie impliceert geen oorzakelijkheid), wat experimentele manipulatie vereist, die aangeeft dat beïnvloeding van hersenactiviteit het bewustzijn veranderd en vice versa. De twee meestvoorkomende methoden zijn: functieverlies-experimenten; waarbij de werking van een zenuwstelselgedeelte wordt verlaagt, uitgeschakeld of verwijderd, en functietoename-experimenten; waarbij de werking van het zenuwstelsel wordt verhoogd. Manipulaties van hersenactiviteit kunnen farmacologisch zijn; waarbij diverse geneesmiddelen interfereren met neurotransmissies, waardoor er veranderingen optreden in: perceptie, stemmingen, cognitie, gedrag; oftewel in het bewustzijn. Andere manipulaties zijn elektrische en magnetische stimulatie; waardoor perceptie en gedragingen ook veranderen. Of met optogenetica, waarmee neuronen gecontroleerd kunnen worden; die genetisch gevoelig zijn voor het licht. Ook bij hersenletsel of een laesie, zoals bij het specifieke geval van Phineas Gage, worden bewustzijnsveranderingen aangetoond, oftewel de afhankelijkheid van de hersenen.

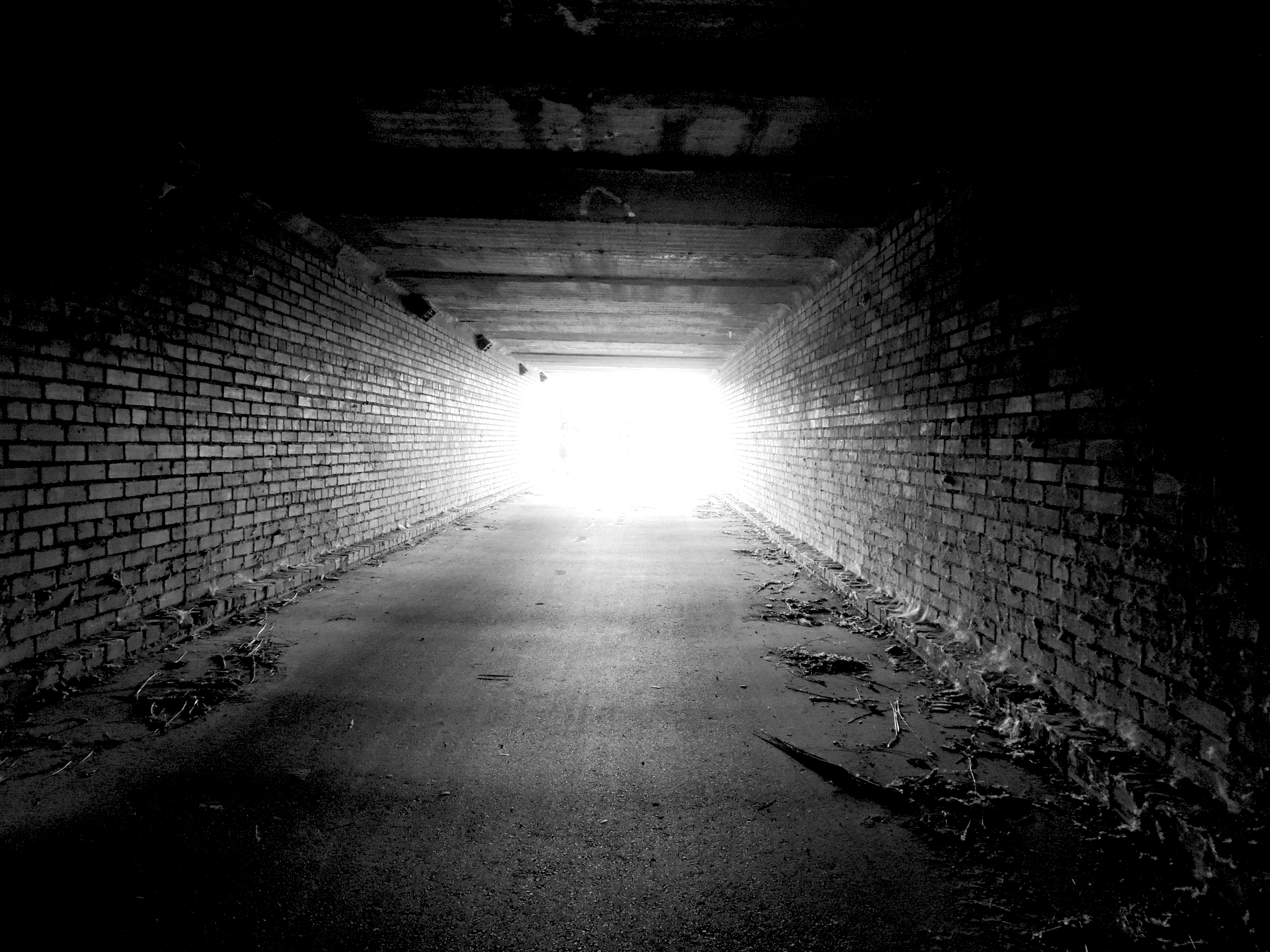
Bijna-doodervaringen worden weleens omschreven als een licht in een tunnel, waardoor de ziel of het bewustzijn zich aangetrokken zou voelen.

Zogenaamde tegenargumenten komen vooral vanuit religieuze stromingen, die een immateriële ziel voorstellen. Er zijn ook atheïstische visies die een immaterieel bewustzijn voorstellen, die bestaat uit een bepaalde (onbekende) substantie. Deze visies zijn vaak gebaseerd op de ontbrekende overbrugging van de verklaringskloof, de missing link tussen fysiek en mentaal. Eventuele verklaringsvormen zijn het filosofische neutraal monisme, panpsychisme en het wetenschappelijke kwantumbewustzijn. Die visies stellen in bepaalde vormen, dat het bewustzijn (onderdeel van) een fundamentele substantie van het universum is.
Dergelijke visies stellen bijvoorbeeld dat het bewustzijn niet geproduceerd wordt door de hersenen, maar ontvangen wordt door de hersenen, als een antenne die een signaal opvangt. Het lichaam functioneert dan als radio, die bij een defect wel 'overleden' kan zijn, maar het signaal blijft wel voortbestaan. Bewijsmateriaal hiervoor aanvoeren (of weerlegging) is vrijwel onmogelijk omdat het immaterieel zou zijn, dergelijke theorieën blijven daarom omstreden.
Volgens de huidige neurowetenschappelijke visie kan het bewustzijn geen hersendood overleven, het bewustzijn is dan onherstelbaar verloren. Een term die aangeduid wordt als de 'eeuwige vergetelheid' (eternal oblivion), oftewel het onbestaande; het niets, waarbij het bewustzijn definitief is beëindigd na het overlijden. Dat is voornamelijk gebaseerd op het ontbreken van bewijs voor een leven na de dood. Want in principe is absentie van bewijs een bewijs voor absentie, totdat het tegendeel is bewezen, waarmee de mogelijkheid van een leven of bewustzijn na de dood nog niet volledig (absoluut) is uitgesloten, waardoor onder andere de meningen verdeeld blijven over een leven na de dood.